# Miami Shores
Miami Shores – wieś w Stanach Zjednoczonych, w stanie Floryda, w hrabstwie Miami-Dade.